# Homomorfizm ciał
Homomorfizm ciał – przekształcenie jednego ciała w drugie, które zachowuje strukturę.

## Definicja formalna
Niech {\displaystyle (R,+,\cdot )} oraz {\displaystyle (S,\oplus ,\odot )} będą dowolnymi ciałami.
Homomorfizmem ciał {\displaystyle R} i {\displaystyle S} nazywamy dowolne odwzorowanie {\displaystyle h\colon R\to S} takie, że
- {\displaystyle h(a+b)=h(a)\oplus h(b)} – zachowane jest działanie addytywne,
- {\displaystyle h(a\cdot b)=h(a)\odot h(b)} – zachowane jest działanie multiplikatywne.

## Własności
NIech {\displaystyle h\colon R\to S} jest homomorfizmem między ciałami R i S. Wtedy:
- {\displaystyle h(0_{R})=0_{S}} – element neutralny dodawania w {\displaystyle R} jest odwzorowywany na element neutralny dodawania w {\displaystyle S,}
- {\displaystyle h(1_{R})=1_{S}} – element neutralny mnożenia {\displaystyle R} jest odwzorowywany na element neutralny mnożenia w {\displaystyle S,}
- {\displaystyle -h(a)=h(-a)} – element przeciwny jest odwzorowywany w element przeciwny, co wynika z rozumowania: {\displaystyle h(a)\oplus h(-a)=h(a+(-a))=h(0_{R})=0_{S},}
- {\displaystyle \left(h(a)\right)^{-1}=h(a^{-1})} – element odwrotny jest odwzorowywany w element odwrotny.

## Obraz
Obrazem homomorfizmu {\displaystyle h} nazywamy zbiór
{\displaystyle \operatorname {Im} (h)=\{a\in S:\exists _{b\in R}\;a=h(b)\},}
czyli zbiór takich elementów {\displaystyle S,} które są wartościami odwzorowania {\displaystyle h} na co najmniej jednym elemencie zbioru {\displaystyle R.}
Obrazem homomorfizmu {\displaystyle h} jest podciało ciała S.

## Monomorfizm
Monomorfizmem pierścieni nazywamy homomorfizm, który jest różnowartościowy (jest iniekcją).

## Epimorfizm
Epimorfizmem pierścieni nazywamy homomorfizm typu „na” (będący suriekcją).
Homomorfizm {\displaystyle h\colon R\to S} jest epimorfizmem wtedy i tylko wtedy, gdy {\displaystyle \operatorname {Im} (h)=S.}

## Izomorfizm
Homomorfizm {\displaystyle h\colon R\to S} nazywamy izomorfizmem ciał wtedy i tylko wtedy, gdy {\displaystyle h} jest wzajemnie jednoznaczny (jest bijekcją), czyli jest jednocześnie monomorfizmem i epimorfizmem. Wtedy: {\displaystyle h^{-1}} istnieje (ponieważ {\displaystyle h} jest wzajemnie jednoznaczne) i również jest izomorfizmem.
Mówimy, że ciała {\displaystyle R} i {\displaystyle S} są izomorficzne, gdy istnieje izomorfizm {\displaystyle h\colon R\to S} (równoważnie: izomorfizm {\displaystyle g\colon S\to R}) i oznaczamy {\displaystyle R\simeq S.} W dowolnym zbiorze ciał relacja izomorficzności {\displaystyle \simeq } jest relacją równoważności.